# خطوط عبر العالم الجوية الرحلة 1974
حادثة طيران تي دبليو إيه الرحلة 841 . هي حادثة جرت في 8 سبتمبر 1974، حيث تحطمت طائرة من طراز بوينغ 707-331B (N8734 رقم تسجيل )و ذلك خلال رحلتها من تل أبيب إلى مدينة نيويورك عبر أثينا وروما في البحر الأيوني، مما أدى إلى مقتل جميع الركاب. بعد ان توقفت الطائرة لمدة 68 دقيقة في أثينا، غادرت إلى روما. وبعد حوالى 30 دقيقة من اقلاعها، تحطمت الطائرة في البحر الايوني. وقد لاحظ طاقم رحلة بان آم 110 التي كانت تطير على بعد ملائم من الطائرة المنكوبة بان الطائرة تبدو خارج سيطرة طاقمها تماما. حيث شاهدوا الطائرة المنكوبة تنفذ تسلق حاد، تلاها انفصال المحرك من الجناح ثم دخولها في دوامة سريعة مميتة. لقى جميع الركاب البالغ عددهم 79 شخصا وتسعة من افراد الطاقم مصرعهم بسبب الحادثة. وقد قرر مجلس سلامة النقل الوطني ان الطائرة دمرت بقنبلة مخبأة في حاوية البضائع. وقد أدى تفجير القنبلة إلى تدمير الأنظمة المسؤولة عن تشغيل أسطح التحكم في الطائرة، مما تسبب في فقدان الطاقم لأي تحكم في الطائرة خلال دقائقها الاخيرة حتى تحطمها في البحر.

## خلفية الاحداث
في اعقاب الإطاحة بمنظمة التحرير الفلسطينية في الأردن ونجاح الحكومة الاردنية في طرد المسلحين الفلسطينيين من اراضيها، فيما يعرف باحداث ايلول الاسود، قامت المنظمات العسكرية الفلسطينية بتحويل مخيماتهم في الأراضي اللبنانية إلى مقرات لقيادتهم، وحشدوا المسلحين في مخيمات اللاجئين الفلسطينيين في لبنان. وبسبب السيطرة الكاملة تقريبا من حركة فتح وغيرها من المنظمات الفلسطينية العسكرية على اراضي جنوب لبنان فقد اصحبت تدعى في الاعلام الغربي بانها «فتح لاند»، وقد اتخذت الحركات الفلسطينية من تلك المناطق منطلقا للعميات الارهابية التي كانت تستهدف حركة الطيران المدني انذاك.

## الحادثة
ذكر مكتب تل ابيب التابع لشركة الطيران تي دبليو إيه، ان 49 راكبا استقلوا الطائرة من تل ابيب في طريقها إلى روما والولايات المتحدة. وكان من بينهم 17 اميركيا (بينهم طفل واحد) و 13 يابانيا واربعة ايطاليين واربعة فرنسيين وثلاثة هنود واثنين من كل من إيران إسرائيل سريلانكا أستراليا كندا. ولم تتحدد جنسيات 30 راكبا اخر وافراد طاقم الطائرة التسعة. بينما ذكرت رويترز أن ما مجموعه 37 من جاملي الجنسية الأمريكية كانوا على متن الرحلة. ووفقا للمعلومات فأن حطام الطائرة يتواجد حاليا على بعد حوالي 50 ميلا بحريا غرب كيفالونيا، اليونان.
وفي بيروت، افادت مصادر بأن منظمة شبابية فلسطينية إدعت أنها وضعت قنبلة على متن الطائرة مع أحد افرادها. ورغم ذلك، فان المتحدث باسم شركة تي دبليو إيه صرح إن التخريب «غير محتمل للغاية». نافيا في البداية وجود حادث ارهابي، لاحقا وبنتيجة التحقيقات قرر مجلس سلامة النقل الوطني أن الطائرة دمرت بالفعل من جراء قنبلة مخبأة في حاوية البضائع، وقد تسبب انفجار القنبلة في فشل هيكلي أدى إلى فقدان السيطرة على الطائرة وتحطمها.
وقد حامت الشكوك على منظمة أبو نضال الارهابية في الحادثة.التي تعد أول حالة معروفة لصعود عربى انتحاري على متن طائرة أمريكية في مهمة انتحارية. وفي يناير 2009، نشرت وكالة أسوشييتد برس تحقيقا يقول إن خالد دهم الجواري، المسؤول عن مؤامرة مدينة نيويورك عام 1973، كان مرتبطا بتفجير طائرة تي دبليو إيه الرحلة 841.